# Porta das Ovelhas
O Porta das Ovelhas, conforme citado na bíblia sagrada, Neemias, Capitulo 3, versículo 1 e em João, capítulo 5, versículo 2, é uma localidade ao norte de Jerusalém, por onde as ovelhas eram introduzidas para os sacrifícios por ocasião da Páscoa judaica. Foi criado na reconstrução dos muros de Jerusalém pelo Sumo Sacerdote Eliasibe, junto com seus irmãos Sacerdotes liderados por Neemias. 
A porta das ovelhas é Jesus  ele foi o sacrifício, se tornando a porta que se abre para que passemos por ela através dele que é a porta para nos encontrarmos ou nos achegarmos até Deus.